# BB 프로젝트
《BB 프로젝트》(중국어: 寶貝計劃 영어: Project BB, Rob-B-Hood)는 홍콩에서 제작된 진목승 감독의 2006년 액션 영화이다. 성룡이 주연으로 출연하였고 진목승 등이 제작에 참여하였다.

## 출연

### 주연
- 성룡 - 뚱땅
- 고천락 - 난봉

### 조연
- 원표 - 스티브 목 경위
- 허관문 - 집주인
- 채탁연 - 백연
- 응채아 - 이만리
- 가오위안위안 - 멜로디
- 하야마 히로 - '됴쿄' 조
- 노혜광 - 볼디
- 윤자유 - 맥스
- 천바오궈 - 대부
- 두려사 - 여주인

## 기타
- 의상: 토머스 종
- 의상: 신디 쳉

## 한국어 더빙 성우진(SBS)
- 홍시호 - 슬리퍼(성룡)
- 최원형 - 백달통(고천락)
- 이인성 - 집주인(허관문)
- 박소라 - 멜로디(가오위안위안)
- 장승길 - 슬리퍼의 아버지(구펑) / 회장의 부하(노혜광) / 의뢰인(황육민) / 의사(리가인)
- 김민석 - 회장(천바오궈) / 도박꾼의 부하(장화)
- 김소형 - 도박꾼(진자총) / 경비원(이충지)
- 윤복성 - 맥스(윤자유) / 경비원(황지굉) / 도박꾼의 부하(교보보)
- 소연 - 백연(채탁연) / 슬리퍼의 동생(장아문)
- 최한 - 스티브(원표) / 도박꾼의 부하(왕합희)
- 조현정 - 아기의 엄마(응채아) / 슬리퍼의 동생(풍호시)

## 수상
- 2006년 제63회 베니스국제영화제 비경쟁부문
- 2007년 제26회 홍콩금상장영화제 신인상, 무술감독상